# Lista över fornlämningar i Stockholms kommun
Lista över fornlämningar i Stockholms kommun är en förteckning av ett urval av de fornlämningar som finns i Stockholms kommun.

## Järfälla
| Namn           | Lämningstyp  | Tillkomsttid | Historisk indelning | Plats | Läge                 | ID-nr          | Bild                                 |
| -------------- | ------------ | ------------ | ------------------- | ----- | -------------------- | -------------- | ------------------------------------ |
| Järfälla 392:1 | Stensättning |              | Järfälla, Uppland   |       | 59.396716, 17.783251 | 10003903920001 | Ladda upp en bild av detta fornminne |

## Stockholm
| Namn                                                | Lämningstyp                          | Tillkomsttid                      | Historisk indelning     | Plats                                                  | Läge                 | ID-nr          | Bild                                      |
| --------------------------------------------------- | ------------------------------------ | --------------------------------- | ----------------------- | ------------------------------------------------------ | -------------------- | -------------- | ----------------------------------------- |
| Stockholm 1:1                                       | Stensättning                         |                                   | Stockholm, Uppland      | Norra Djurgården/Stora Lappkärrsberget                 | 59.373865, 18.065547 | 10009100010001 | Ladda upp en till bild av detta fornminne |
| Stockholm 2:1                                       | Röse                                 |                                   | Stockholm, Uppland      | Norra Djurgården/Stora Lappkärrsberget                 | 59.372102, 18.063399 | 10009100020001 | Ladda upp en till bild av detta fornminne |
| Stockholm 5:1                                       | Gravfält                             |                                   | Stockholm, Uppland      | Djurgården/Gärdet                                      | 59.337169, 18.120923 | 10009100050001 | Ladda upp en till bild av detta fornminne |
| Stockholm 6:1                                       | Gravfält                             |                                   | Stockholm, Uppland      | Djurgården                                             | 59.332145, 18.128535 | 10009100060001 | Ladda upp en till bild av detta fornminne |
| Kaknäs (Stockholm 7:1)                              | Gravfält                             |                                   | Stockholm, Uppland      | Djurgården                                             | 59.334636, 18.133270 | 10009100070001 | Ladda upp en till bild av detta fornminne |
| Walmundsö (Stockholm 8:1)                           | Gravfält                             |                                   | Stockholm, Uppland      | Djurgården                                             | 59.329893, 18.128093 | 10009100080001 | Ladda upp en till bild av detta fornminne |
| Upplands runinskrifter 53 (Stockholm 9:1)           | Runristning                          |                                   | Stockholm, Uppland      | Prästgatan, Gamla stan                                 | 59.324726, 18.070178 | 10009100090001 | Ladda upp en till bild av detta fornminne |
| Stockholm 10:1                                      | Stensättning                         |                                   | Stockholm, Uppland      | Norra Djurgården/Universitetet                         | 59.367558, 18.061688 | 10009100100001 | Ladda upp en bild av detta fornminne      |
| Stockholm 10:2                                      | Hög                                  |                                   | Stockholm, Uppland      | Norra Djurgården/Universitetet                         | 59.367403, 18.061695 | 10009100100002 | Ladda upp en bild av detta fornminne      |
| Stockholm 10:3                                      | Stensättning                         |                                   | Stockholm, Uppland      | Norra Djurgården/Universitetet                         | 59.367474, 18.061929 | 10009100100003 | Ladda upp en bild av detta fornminne      |
| Stockholm 11:1                                      | Röse                                 |                                   | Stockholm, Uppland      | Norra Djurgården/Oxberget                              | 59.362582, 18.097292 | 10009100110001 | Ladda upp en bild av detta fornminne      |
| Stockholm 99:2                                      | Stensättning                         |                                   | Stockholm, Uppland      | Norra Djurgården/Naturhistoriska                       | 59.369641, 18.051844 | 10009100990002 | Ladda upp en bild av detta fornminne      |
| Stockholm 102:1                                     | Stensättning                         |                                   | Stockholm, Uppland      | Djurgården/Gärdet                                      | 59.336950, 18.119315 | 10009101020001 | Ladda upp en bild av detta fornminne      |
| Stockholm 102:2                                     | Stensättning                         |                                   | Stockholm, Uppland      | Djurgården/Gärdet                                      | 59.336862, 18.119308 | 10009101020002 | Ladda upp en bild av detta fornminne      |
| Stockholm 104:1                                     | Husgrund, historisk tid              |                                   | Stockholm, Uppland      | Gärdet                                                 | 59.335502, 18.112680 | 10009101040001 | Ladda upp en bild av detta fornminne      |
| Karl XI:s skans (Stockholm 104:2)                   | Fästning/skans                       |                                   | Stockholm, Uppland      | Gärdet                                                 | 59.337160, 18.110768 | 10009101040002 | Ladda upp en till bild av detta fornminne |
| Stockholm 114:1                                     | Begravningsplats                     |                                   | Stockholm, Uppland      | Djurgården                                             | 59.323156, 18.098545 | 10009101140001 | Ladda upp en till bild av detta fornminne |
| Stockholm 117:1                                     | Stensättning                         |                                   | Stockholm, Uppland      | Norra Djurgården/Lilla Lappkärrsberget                 | 59.369252, 18.071801 | 10009101170001 | Ladda upp en bild av detta fornminne      |
| Stureparken (Stockholm 120:1)                       | Begravningsplats                     |                                   | Stockholm, Uppland      | Östermalm                                              | 59.342490, 18.077409 | 10009101200001 | Ladda upp en till bild av detta fornminne |
| Stockholm 152:1                                     | Husgrund, förhistorisk/medeltida     |                                   | Stockholm, Uppland      | Djurgården                                             | 59.334193, 18.132601 | 10009101520001 | Ladda upp en bild av detta fornminne      |
| Ryssgraven (Stockholm 155:1)                        | Fästning/skans                       |                                   | Stockholm, Södermanland | Skanstull                                              | 59.303636, 18.078432 | 10009101550001 | Ladda upp en bild av detta fornminne      |
| Stockholm 195:1                                     | Hällristning                         |                                   | Stockholm, Södermanland | Högalidsparken                                         | 59.316810, 18.035780 | 10009101950001 | Ladda upp en till bild av detta fornminne |
| Stockholm 196:1                                     | Hällristning                         |                                   | Stockholm, Uppland      | Östermalm/Kungliga Tekniska Högskolan                  | 59.347334, 18.075444 | 10009101960001 | Ladda upp en till bild av detta fornminne |
| Stockholm 203:1                                     | Stensättning                         |                                   | Stockholm, Uppland      | Norra Djurgården                                       | 59.363445, 18.072666 | 10009102030001 | Ladda upp en bild av detta fornminne      |
| Stockholm 203:2                                     | Stensättning                         |                                   | Stockholm, Uppland      | Norra Djurgården                                       | 59.363450, 18.072479 | 10009102030002 | Ladda upp en bild av detta fornminne      |
| Stockholm 219                                       | Hällristning                         |                                   | Stockholm, Uppland      | Djurgården                                             | 59.331835, 18.129022 | 12000000000769 | Ladda upp en bild av detta fornminne      |
| Stockholm 222                                       | Hällristning                         |                                   | Stockholm, Uppland      | Ålsten                                                 | 59.327621, 17.946079 | 12000000001053 | Ladda upp en bild av detta fornminne      |
| Stockholm 223                                       | Gravfält                             |                                   | Stockholm, Uppland      | Norra Djurgården                                       | 59.367390, 18.051199 | 12000000001058 | Ladda upp en till bild av detta fornminne |
| Stockholm 224                                       | Stensättning                         |                                   | Stockholm, Uppland      | Ålsten                                                 | 59.323523, 17.955496 | 12000000001067 | Ladda upp en bild av detta fornminne      |
| Stockholm 226                                       | Husgrund, förhistorisk/medeltida     |                                   | Stockholm, Uppland      | Norra Ängby                                            | 59.344523, 17.912704 | 12000000001403 | Ladda upp en till bild av detta fornminne |
| Stockholm 229                                       | Stensättning                         |                                   | Stockholm, Uppland      | Blackeberg                                             | 59.345148, 17.875578 | 12000000004484 | Ladda upp en bild av detta fornminne      |
| Stockholm 233                                       | Stensättning                         |                                   | Stockholm, Södermanland | Högdalen/Fagersjö                                      | 59.252287, 18.043695 | 12000000005871 | Ladda upp en bild av detta fornminne      |
| Stockholm 234                                       | Stensättning                         |                                   | Stockholm, Södermanland | Högdalen/Fagersjö                                      | 59.252249, 18.043737 | 12000000005872 | Ladda upp en bild av detta fornminne      |
| Stockholm 237                                       | Hällristning                         |                                   | Stockholm, Uppland      | Hansta naturreservat                                   | 59.435894, 17.904331 | 12000000006311 | Ladda upp en till bild av detta fornminne |
| Stockholm 240                                       | Stensättning                         |                                   | Stockholm, Uppland      | Hansta naturreservat                                   | 59.435504, 17.903116 | 12000000006314 | Ladda upp en bild av detta fornminne      |
| Stockholm 243                                       | Stensättning                         |                                   | Stockholm, Uppland      | Hansta naturreservat                                   | 59.431096, 17.900948 | 12000000006329 | Ladda upp en till bild av detta fornminne |
| Stockholm 250                                       | Gravfält                             |                                   | Stockholm, Uppland      | Järvafältet mellan Akalla och Hjulsta                  | 59.405999, 17.891093 | 12000000006424 | Ladda upp en bild av detta fornminne      |
| Stockholm 251                                       | Lägenhetsbebyggelse                  |                                   | Stockholm, Uppland      | Järvafältet mellan Akalla och Hjulsta                  | 59.405732, 17.891298 | 12000000006425 | Ladda upp en bild av detta fornminne      |
| Stockholm 269                                       | Husgrund, förhistorisk/medeltida     |                                   | Stockholm, Uppland      | Hansta naturreservat                                   | 59.435446, 17.903497 | 12000000006316 | Ladda upp en bild av detta fornminne      |
| Stockholm 274                                       | Husgrund, förhistorisk/medeltida     |                                   | Stockholm, Uppland      | Hansta naturreservat                                   | 59.435669, 17.902818 | 11101000011786 | Ladda upp en bild av detta fornminne      |
| Stockholm 277                                       | Stensättning                         |                                   | Stockholm, Södermanland | Sätra/Vårberg                                          | 59.284077, 17.898979 | 12000000006670 | Ladda upp en bild av detta fornminne      |
| Stockholm 279                                       | Stensättning                         |                                   | Stockholm, Uppland      | Beckomberga/Norra Ängby                                | 59.351018, 17.895466 | 12000000012024 | Ladda upp en bild av detta fornminne      |
| Stockholm 281                                       | Stensättning                         |                                   | Stockholm, Uppland      | Beckomberga/Norra Ängby                                | 59.351014, 17.895657 | 12000000012026 | Ladda upp en bild av detta fornminne      |
| Stockholm 282                                       | Stensättning                         |                                   | Stockholm, Uppland      | Beckomberga/Norra Ängby                                | 59.351048, 17.895575 | 12000000012027 | Ladda upp en bild av detta fornminne      |
| Stockholm 285                                       | Gravfält                             |                                   | Stockholm, Uppland      | Hjulsta                                                | 59.400782, 17.878601 | 12000000025724 | Ladda upp en bild av detta fornminne      |
| Stockholm 296                                       | Grav markerad av sten/block          |                                   | Stockholm, Södermanland | Farstanäset                                            | 59.238670, 18.076649 | 12000000040466 | Ladda upp en till bild av detta fornminne |
| Stockholm 298                                       | Stensättning                         |                                   | Stockholm, Södermanland | Fagersjö                                               | 59.252413, 18.047792 | 12000000040468 | Ladda upp en bild av detta fornminne      |
| Stockholm 301                                       | Stensättning                         |                                   | Stockholm, Södermanland | Farsta/Fagersjö                                        | 59.243298, 18.069449 | 12000000040471 | Ladda upp en bild av detta fornminne      |
| Stockholm 303                                       | Stensättning                         |                                   | Stockholm, Södermanland | Rågsved                                                | 59.255094, 18.038535 | 12000000040473 | Ladda upp en bild av detta fornminne      |
| Stockholm 304                                       | Stensättning                         |                                   | Stockholm, Södermanland | Farsta/Fagersjö                                        | 59.243372, 18.069293 | 12000000040474 | Ladda upp en bild av detta fornminne      |
| Stockholm 305                                       | Hällristning                         |                                   | Stockholm, Södermanland | Rågsved                                                | 59.254552, 18.040970 | 12000000040475 | Ladda upp en bild av detta fornminne      |
| Stockholm 306                                       | Stensättning                         |                                   | Stockholm, Södermanland | Rågsved                                                | 59.254981, 18.038319 | 12000000040477 | Ladda upp en bild av detta fornminne      |
| Stockholm 314                                       | Stensättning                         |                                   | Stockholm, Södermanland | Rågsved                                                | 59.252316, 18.043761 | 12000000040486 | Ladda upp en bild av detta fornminne      |
| Stockholm 315                                       | Stensättning                         |                                   | Stockholm, Södermanland | Farstanäset                                            | 59.238629, 18.076362 | 12000000040487 | Ladda upp en bild av detta fornminne      |
| Stockholm 334                                       | Stensättning                         |                                   | Stockholm, Södermanland | Högdalen                                               | 59.256091, 18.044412 | 12000000040508 | Ladda upp en bild av detta fornminne      |
| Högdalen (Stockholm 336)                            | Lägenhetsbebyggelse                  |                                   | Stockholm, Södermanland | Högdalen                                               | 59.254801, 18.048873 | 12000000040510 | Ladda upp en bild av detta fornminne      |
| Bjursätra (Stockholm 338)                           | Lägenhetsbebyggelse                  |                                   | Stockholm, Södermanland | Rågsved                                                | 59.255364, 18.020461 | 12000000040513 | Ladda upp en bild av detta fornminne      |
| Stockholm 340                                       | Hällristning                         |                                   | Stockholm, Södermanland | Fagersjö                                               | 59.245540, 18.067289 | 12000000040515 | Ladda upp en bild av detta fornminne      |
| Gökkdalen (Stockholm 366)                           | Lägenhetsbebyggelse                  |                                   | Stockholm, Södermanland | Högdalen/Fagersjö                                      | 59.254736, 18.054002 | 12000000040543 | Ladda upp en bild av detta fornminne      |
| Stockholm 371                                       | Stensättning                         |                                   | Stockholm, Södermanland | Högdalen/Fagersjö                                      | 59.255993, 18.044455 | 12000000040548 | Ladda upp en bild av detta fornminne      |
| Stockholm 373                                       | Hällristning                         |                                   | Stockholm, Södermanland | Farstanäset                                            | 59.237543, 18.079202 | 12000000040550 | Ladda upp en bild av detta fornminne      |
| Stockholm 375                                       | Stensättning                         |                                   | Stockholm, Södermanland | Högdalen/Fagersjö                                      | 59.256024, 18.044850 | 12000000040553 | Ladda upp en bild av detta fornminne      |
| Stockholm 380                                       | Stensättning                         |                                   | Stockholm, Södermanland | Farsta                                                 | 59.237114, 18.086883 | 12000000040558 | Ladda upp en bild av detta fornminne      |
| Stockholm 382                                       | Stensättning                         |                                   | Stockholm, Södermanland | Farsta                                                 | 59.237134, 18.087037 | 12000000040560 | Ladda upp en bild av detta fornminne      |
| Stockholm 389                                       | Stensättning                         |                                   | Stockholm, Södermanland | Högdalen/Fagersjö                                      | 59.255882, 18.045525 | 12000000040567 | Ladda upp en bild av detta fornminne      |
| Stockholm 391                                       | Grav markerad av sten/block          |                                   | Stockholm, Södermanland | Farstanäset                                            | 59.238988, 18.075118 | 12000000040569 | Ladda upp en bild av detta fornminne      |
| Stockholm 393                                       | Stensättning                         |                                   | Stockholm, Södermanland | Farstanäset                                            | 59.238887, 18.075044 | 12000000040571 | Ladda upp en bild av detta fornminne      |
| Stockholm 618                                       | Gravfält                             |                                   | Stockholm, Uppland      | Eneby                                                  | 59.360474, 17.917912 | 12000000051162 | Ladda upp en bild av detta fornminne      |
| Stockholm 619                                       | Stensättning                         |                                   | Stockholm, Uppland      | Norra Ängby                                            | 59.349812, 17.906078 | 12000000052210 | Ladda upp en bild av detta fornminne      |
| Stockholm 620                                       | Stensättning                         |                                   | Stockholm, Uppland      | Norra Ängby                                            | 59.349862, 17.905747 | 12000000052211 | Ladda upp en bild av detta fornminne      |
| Stockholm 621                                       | Stensättning                         |                                   | Stockholm, Uppland      | Norra Ängby                                            | 59.350009, 17.905528 | 12000000052212 | Ladda upp en bild av detta fornminne      |
| Stockholm 622                                       | Stensättning                         |                                   | Stockholm, Uppland      | Norra Ängby                                            | 59.350161, 17.905010 | 12000000052213 | Ladda upp en bild av detta fornminne      |
| Stockholm 626                                       | Skålgropssten                        |                                   | Stockholm, Uppland      | Smedslätten                                            | 59.324142, 17.966340 | 12000000057517 | Ladda upp en till bild av detta fornminne |
| Stockholm 749                                       | Husgrund, förhistorisk/medeltida     |                                   | Stockholm, Uppland      | Järvafältet, Hjulsta/Akalla                            | 59.405084, 17.893892 | 12000000073952 | Ladda upp en bild av detta fornminne      |
| Stockholm 750                                       | Husgrund, förhistorisk/medeltida     |                                   | Stockholm, Uppland      | Järvafältet, Hjulsta/Akalla                            | 59.404885, 17.893695 | 12000000073953 | Ladda upp en bild av detta fornminne      |
| Stockholm 751                                       | Husgrund, förhistorisk/medeltida     |                                   | Stockholm, Uppland      | Järvafältet, Hjulsta                                   | 59.402296, 17.889579 | 12000000073954 | Ladda upp en bild av detta fornminne      |
| Stockholm 752                                       | Lägenhetsbebyggelse                  |                                   | Stockholm, Uppland      | Järvafältet, Hjulsta                                   | 59.400636, 17.890991 | 12000000075312 | Ladda upp en bild av detta fornminne      |
| Stockholm 753                                       | Ristning, medeltid/historisk tid     |                                   | Stockholm, Uppland      | Järvafältet, Hjulsta/Akalla                            | 59.404350, 17.894008 | 12000000075313 | Ladda upp en bild av detta fornminne      |
| Stockholm 758                                       | Stensättning                         |                                   | Stockholm, Uppland      | Järvafältet, Hjulsta/Akalla                            | 59.405233, 17.893064 | 12000000075331 | Ladda upp en bild av detta fornminne      |
| Stockholm 792                                       | Stensättning                         |                                   | Stockholm, Uppland      | Traneberg                                              | 59.341840, 17.980053 | 12000000113075 | Ladda upp en bild av detta fornminne      |
| Stockholm 800                                       | Gravhägnad                           |                                   | Stockholm, Uppland      | Åkeslund                                               | 59.337435, 17.944531 | 12000000113849 | Ladda upp en till bild av detta fornminne |
| Borgberget (Stockholm 801)                          | Fornborg                             |                                   | Stockholm, Uppland      | Smedslätten                                            | 59.322837, 17.978490 | 12000000113994 | Ladda upp en bild av detta fornminne      |
| Stockholm 833                                       | Stensättning                         |                                   | Stockholm, Uppland      |                                                        | 59.340013, 17.906326 | 12000000118249 | Ladda upp en bild av detta fornminne      |
| Stockholm 834                                       | Hällristning                         |                                   | Stockholm, Uppland      |                                                        | 59.332467, 17.954185 | 12000000118286 | Ladda upp en bild av detta fornminne      |
| Stockholm 835                                       | Hällristning                         |                                   | Stockholm, Uppland      |                                                        | 59.332233, 17.954182 | 12000000118288 | Ladda upp en bild av detta fornminne      |
| Spånga 1:1                                          | Gravfält                             |                                   | Stockholm, Uppland      |                                                        | 59.362870, 17.914234 | 10304700010001 | Ladda upp en bild av detta fornminne      |
| Bromma 2:1                                          | Gravfält                             |                                   | Stockholm, Uppland      |                                                        | 59.317616, 17.954581 | 10302000020001 | Ladda upp en till bild av detta fornminne |
| Spånga 2:1                                          | Gravfält                             |                                   | Stockholm, Uppland      |                                                        | 59.364856, 17.908037 | 10304700020001 | Ladda upp en bild av detta fornminne      |
| Brännkyrka 3:1                                      | Stensättning                         |                                   | Stockholm, Södermanland | Nybodahöjden                                           | 59.302710, 18.025553 | 10301500030001 | Ladda upp en till bild av detta fornminne |
| Bronsåldersröset i Ålstensskogen (Bromma 3:1)       | Röse                                 | Yngre bronsålder                  | Stockholm, Uppland      | Smedslätten, Ålstensskogen nordväst om Solviksbadet    | 59.315314, 17.958971 | 10302000030001 | Ladda upp en till bild av detta fornminne |
| Kämpakumlet (Bromma 4:1)                            | Gravfält                             | Bronsåldern                       | Stockholm, Uppland      | Smedslätten, Aladdinsvägen                             | 59.321902, 17.969012 | 10302000040001 | Ladda upp en till bild av detta fornminne |
| Spånga 4:1                                          | Röse                                 |                                   | Stockholm, Uppland      |                                                        | 59.367752, 17.904714 | 10304700040001 | Ladda upp en bild av detta fornminne      |
| Huddinge 5:1                                        | Gravfält                             |                                   | Stockholm, Uppland      |                                                        | 59.272105, 17.897709 | 10003000050001 | Ladda upp en bild av detta fornminne      |
| Bromma 5:1                                          | Stensättning                         |                                   | Stockholm, Uppland      | Smedslätten, sydväst om Borgberget                     | 59.321675, 17.974979 | 10302000050001 | Ladda upp en bild av detta fornminne      |
| Spånga 5:1                                          | Stensättning                         |                                   | Stockholm, Uppland      |                                                        | 59.366838, 17.895403 | 10304700050001 | Ladda upp en bild av detta fornminne      |
| Spånga 5:3                                          | Hög                                  |                                   | Stockholm, Uppland      |                                                        | 59.367061, 17.895121 | 10304700050003 | Ladda upp en bild av detta fornminne      |
| Huddinge 6:1                                        | Gravfält                             |                                   | Stockholm, Uppland      |                                                        | 59.273081, 17.899101 | 10003000060001 | Ladda upp en bild av detta fornminne      |
| Bromma 6:1                                          | Gravfält                             | Yngre järnålder                   | Stockholm, Uppland      | Ulvsunda söder om Lillsjön vid koloniområde            | 59.340068, 17.960889 | 10302000060001 | Ladda upp en till bild av detta fornminne |
| Huddinge 7:1                                        | Stensättning                         |                                   | Stockholm, Uppland      |                                                        | 59.272340, 17.875053 | 10003000070001 | Ladda upp en bild av detta fornminne      |
| Bromma 7:1                                          | Stensättning                         |                                   | Stockholm, Uppland      | Ulvsunda, söder om Lillsjön                            | 59.339273, 17.959608 | 10302000070001 | Ladda upp en bild av detta fornminne      |
| Spånga 7:1                                          | Hög                                  |                                   | Stockholm, Uppland      |                                                        | 59.366996, 17.886363 | 10304700070001 | Ladda upp en bild av detta fornminne      |
| Brännkyrka 7:2                                      | Stensättning                         |                                   | Stockholm, Södermanland | Årstaberg, vid Sturehillsvägen                         | 59.302807, 18.030713 | 10301500070002 | Ladda upp en till bild av detta fornminne |
| Bromma 8:1                                          | Hög                                  |                                   | Stockholm, Uppland      | Ulvsunda, söder om Lillsjön                            | 59.339648, 17.960164 | 10302000080001 | Ladda upp en bild av detta fornminne      |
| Spånga 8:1                                          | Stensättning                         |                                   | Stockholm, Uppland      |                                                        | 59.367294, 17.881298 | 10304700080001 | Ladda upp en bild av detta fornminne      |
| Brännkyrka 9:1                                      | Stensättning                         |                                   | Stockholm, Södermanland | Årstaberg, vid Sturehillsvägen                         | 59.303630, 18.033326 | 10301500090001 | Ladda upp en till bild av detta fornminne |
| Bromma 9:1                                          | Stensättning                         |                                   | Stockholm, Uppland      | Olovslund, öster om Svandammen                         | 59.330291, 17.943071 | 10302000090001 | Ladda upp en bild av detta fornminne      |
| Bromma 10:1                                         | Gravfält, stensättning               |                                   | Stockholm, Uppland      | Olovslund, norr om Svandammen                          | 59.331295, 17.939597 | 10302000100001 | Ladda upp en bild av detta fornminne      |
| Brännkyrka 10:2                                     | Hög                                  |                                   | Stockholm, Södermanland | Årstaberg, vid Årstaskogs väg                          | 59.301963, 18.031886 | 10301500100002 | Ladda upp en bild av detta fornminne      |
| Bromma 10:2                                         | Gravfält, stensättning               |                                   | Stockholm, Uppland      | Olovslund, norr om Svandammen                          | 59.331341, 17.939913 | 10302000100002 | Ladda upp en bild av detta fornminne      |
| Spånga 11:1                                         | Hög                                  |                                   | Stockholm, Uppland      |                                                        | 59.357058, 17.874153 | 10304700110001 | Ladda upp en bild av detta fornminne      |
| Spånga 11:2                                         | Stensättning                         |                                   | Stockholm, Uppland      |                                                        | 59.357134, 17.873961 | 10304700110002 | Ladda upp en bild av detta fornminne      |
| Spånga 11:3                                         | Stensättning                         |                                   | Stockholm, Uppland      |                                                        | 59.357142, 17.873655 | 10304700110003 | Ladda upp en bild av detta fornminne      |
| Spånga 11:4                                         | Stensättning                         |                                   | Stockholm, Uppland      |                                                        | 59.356986, 17.873797 | 10304700110004 | Ladda upp en bild av detta fornminne      |
| Bromma 12:1                                         | Gravfält, stensättning               | Yngre järnålder, trol. vikingatid | Stockholm, Uppland      | Riksby, nära Bergslagsvägen, tidigare Nora gård        | 59.339164, 17.941933 | 10302000120001 | Ladda upp en bild av detta fornminne      |
| Bromma 12:2                                         | Gravfält, stensättning               |                                   | Stockholm, Uppland      |                                                        | 59.339098, 17.942126 | 10302000120002 | Ladda upp en bild av detta fornminne      |
| Bromma 12:4                                         | Gravfält, stensättning               | Yngre järnålder, trol. vikingatid | Stockholm, Uppland      | Riksby                                                 | 59.339436, 17.942535 | 10302000120004 | Ladda upp en till bild av detta fornminne |
| Bromma 12:5                                         | Gravfält, stensättning               | Järnåldern, trol. vikingatid      | Stockholm, Uppland      | Riksby nära Bergslagsvägen, tidigare Nora gård         | 59.339628, 17.942920 | 10302000120005 | Ladda upp en till bild av detta fornminne |
| Upplands runinskrifter 58 (Bromma 13:1)             | Runristning i fast häll              |                                   | Stockholm, Uppland      | Riksby, nära Brommaplan vid Bergslagsvägen             | 59.339019, 17.944702 | 10302000130001 | Ladda upp en till bild av detta fornminne |
| Spånga 13:1                                         | Gravfält                             |                                   | Stockholm, Uppland      |                                                        | 59.356023, 17.880892 | 10304700130001 | Ladda upp en bild av detta fornminne      |
| Upplands runinskrifter 59 (Bromma 13:2)             | Runristning i fast häll              |                                   | Stockholm, Uppland      | Riksby, nära Brommaplan vid Bergslagsvägen             | 59.338983, 17.944780 | 10302000130002 | Ladda upp en till bild av detta fornminne |
| Bromma 13:3                                         | Stensättning                         |                                   | Stockholm, Uppland      | Riksby, nära Brommaplan, vid Drottningholmsvägen       | 59.339128, 17.944533 | 10302000130003 | Ladda upp en till bild av detta fornminne |
| Bromma 14:1                                         | Gravfält                             | Yngre järnålder                   | Stockholm, Uppland      | Riksby, nära Bergslagsvägen, tidigare Nora gård        | 59.338654, 17.948245 | 10302000140001 | Ladda upp en till bild av detta fornminne |
| Bromma 15:1                                         | Hög                                  |                                   | Stockholm, Uppland      |                                                        | 59.338103, 17.949743 | 10302000150001 | Ladda upp en till bild av detta fornminne |
| Brännkyrka 16:1                                     | Hög                                  |                                   | Stockholm, Södermanland | Årsta gård, vid gångbanan NV om gården                 | 59.303143, 18.040799 | 10301500160001 | Ladda upp en till bild av detta fornminne |
| Bromma 16:1                                         | Gravfält                             |                                   | Stockholm, Uppland      |                                                        | 59.342348, 17.941742 | 10302000160001 | Ladda upp en bild av detta fornminne      |
| Brännkyrka 16:2                                     | Hög                                  |                                   | Stockholm, Södermanland | Årsta gård, vid gångbanan NV om gården                 | 59.303100, 18.040446 | 10301500160002 | Ladda upp en till bild av detta fornminne |
| Brännkyrka 16:4                                     | Stensättning                         |                                   | Stockholm, Södermanland | Årsta gård, vid gångbanan NV om gården                 | 59.303180, 18.040980 | 10301500160004 | Ladda upp en bild av detta fornminne      |
| Brännkyrka 17:1                                     | Gravfält                             |                                   | Stockholm, Södermanland | Årsta gård, vid gångbanan NV om gården                 | 59.303404, 18.039190 | 10301500170001 | Ladda upp en till bild av detta fornminne |
| Bromma 17:1                                         | Stensättning                         |                                   | Stockholm, Uppland      |                                                        | 59.343764, 17.939910 | 10302000170001 | Ladda upp en bild av detta fornminne      |
| Brännkyrka 18:1                                     | Hög                                  |                                   | Stockholm, Uppland      | Årsta gård, vid gångbanan upp mot järnvägen            | 59.303611, 18.037446 | 10301500180001 | Ladda upp en bild av detta fornminne      |
| Bromma 18:1                                         | Röse                                 |                                   | Stockholm, Uppland      |                                                        | 59.339610, 17.932833 | 10302000180001 | Ladda upp en bild av detta fornminne      |
| Spånga 18:1                                         | Hög                                  |                                   | Stockholm, Uppland      |                                                        | 59.357535, 17.868350 | 10304700180001 | Ladda upp en bild av detta fornminne      |
| Bromma 18:2                                         | Stensättning                         |                                   | Stockholm, Uppland      | Åkeshov, Snörmakarvägen                                | 59.339513, 17.933027 | 10302000180002 | Ladda upp en bild av detta fornminne      |
| Brännkyrka 18:2                                     | Stensättning                         |                                   | Stockholm, Uppland      | Årsta gård, vid gångbanan upp mot järnvägen            | 59.181362, 18.021652 | 10301500180002 | Ladda upp en till bild av detta fornminne |
| Spånga 18:2                                         | Hög                                  |                                   | Stockholm, Uppland      |                                                        | 59.357516, 17.868571 | 10304700180002 | Ladda upp en bild av detta fornminne      |
| Brännkyrka 19:1                                     | Hög                                  |                                   | Stockholm, Södermanland | Årsta gård, vid Årstagårds Båtsällskap                 | 59.303969, 18.044196 | 10301500190001 | Ladda upp en till bild av detta fornminne |
| Brännkyrka 19:2                                     | Stensättning                         |                                   | Stockholm, Södermanland | Årsta gård, vid Årstagårds Båtsällskap                 | 59.304040, 18.044372 | 10301500190002 | Ladda upp en till bild av detta fornminne |
| Brännkyrka 20:1                                     | Hög                                  |                                   | Stockholm, Södermanland | Årsta, högst upp på Siljansvägen                       | 59.299795, 18.039651 | 10301500200001 | Ladda upp en till bild av detta fornminne |
| Spånga 20:1                                         | Gravfält                             |                                   | Stockholm, Uppland      |                                                        | 59.363372, 17.866918 | 10304700200001 | Ladda upp en bild av detta fornminne      |
| Brännkyrka 20:2                                     | Stensättning                         |                                   | Stockholm, Södermanland | Årsta, högst upp på Siljansvägen                       | 59.300035, 18.040325 | 10301500200002 | Ladda upp en till bild av detta fornminne |
| Spånga 22:1                                         | Stensättning                         |                                   | Stockholm, Uppland      |                                                        | 59.364371, 17.864179 | 10304700220001 | Ladda upp en bild av detta fornminne      |
| Bromma 22:3                                         | Stensättning                         |                                   | Stockholm, Uppland      |                                                        | 59.349018, 17.965295 | 10302000220003 | Ladda upp en bild av detta fornminne      |
| Spånga 23:1                                         | Gravfält                             |                                   | Stockholm, Uppland      |                                                        | 59.366281, 17.856308 | 10304700230001 | Ladda upp en bild av detta fornminne      |
| Bromma 26:1                                         | Gravfält                             |                                   | Stockholm, Uppland      |                                                        | 59.349450, 17.972666 | 10302000260001 | Ladda upp en bild av detta fornminne      |
| Spånga 26:1                                         | Gravfält                             |                                   | Stockholm, Uppland      |                                                        | 59.373823, 17.914904 | 10304700260001 | Ladda upp en bild av detta fornminne      |
| Brännkyrka 27:1                                     | Gravfält                             |                                   | Stockholm, Södermanland | Östberga, vid Östbergabackarna                         | 59.287371, 18.039339 | 10301500270001 | Ladda upp en till bild av detta fornminne |
| Spånga 27:1                                         | Gravfält                             |                                   | Stockholm, Uppland      |                                                        | 59.370904, 17.901862 | 10304700270001 | Ladda upp en bild av detta fornminne      |
| (Linta gamla tomt) (Bromma 28:1)                    | Gravfält                             |                                   | Stockholm, Uppland      |                                                        | 59.345872, 17.954441 | 10302000280001 | Ladda upp en bild av detta fornminne      |
| Spånga 28:1                                         | Gravfält                             |                                   | Stockholm, Uppland      |                                                        | 59.371999, 17.901261 | 10304700280001 | Ladda upp en bild av detta fornminne      |
| (Linta gamla tomt) (Bromma 28:2)                    | Husgrund, bebyggelselämningar        | förhistorisk/medeltida            | Stockholm, Uppland      | Riksby, inom Lintas ägogräns                           | 59.346477, 17.952196 | 10302000280002 | Ladda upp en till bild av detta fornminne |
| Riksbyristningen (Bromma 29:1)                      | Bildristning, medeltid/historisk tid |                                   | Stockholm, Uppland      | Riksby, berghäll nära Kvarnbacksvägen                  | 59.342670, 17.949812 | 10302000290001 | Ladda upp en till bild av detta fornminne |
| Spånga 29:1                                         | Stensättning                         |                                   | Stockholm, Uppland      |                                                        | 59.370892, 17.893267 | 10304700290001 | Ladda upp en bild av detta fornminne      |
| Spånga 29:2                                         | Stensättning                         |                                   | Stockholm, Uppland      |                                                        | 59.370968, 17.893208 | 10304700290002 | Ladda upp en bild av detta fornminne      |
| Bromma 30:1                                         | Gravfält                             | yngre järnålder                   | Stockholm, Uppland      | Riksby                                                 | 59.343772, 17.948799 | 10302000300001 | Ladda upp en bild av detta fornminne      |
| Bromma 32:1                                         | Gravfält                             |                                   | Stockholm, Uppland      |                                                        | 59.346446, 17.946146 | 10302000320001 | Ladda upp en bild av detta fornminne      |
| Spånga 32:1                                         | Gravfält                             |                                   | Stockholm, Uppland      |                                                        | 59.373677, 17.895892 | 10304700320001 | Ladda upp en bild av detta fornminne      |
| Huddinge 33:1                                       | Stensättning                         |                                   | Stockholm, Uppland      | Skärholmen                                             | 59.272814, 17.896731 | 10003000330001 | Ladda upp en bild av detta fornminne      |
| Bromma 33:1                                         | Gravfält                             |                                   | Stockholm, Uppland      |                                                        | 59.348300, 17.944674 | 10302000330001 | Ladda upp en bild av detta fornminne      |
| Bromma 34:1                                         | Stensättning                         |                                   | Stockholm, Uppland      | Riksby                                                 | 59.348604, 17.942985 | 10302000340001 | Ladda upp en bild av detta fornminne      |
| Spånga 34:1                                         | Röse                                 |                                   | Stockholm, Uppland      |                                                        | 59.375585, 17.890805 | 10304700340001 | Ladda upp en bild av detta fornminne      |
| Bromma 34:2                                         | Stensättning                         |                                   | Stockholm, Uppland      |                                                        | 59.348516, 17.943074 | 10302000340002 | Ladda upp en bild av detta fornminne      |
| Spånga 34:2                                         | Röse                                 |                                   | Stockholm, Uppland      |                                                        | 59.375651, 17.890484 | 10304700340002 | Ladda upp en bild av detta fornminne      |
| Bromma 35:1                                         | Stensättning                         |                                   | Stockholm, Uppland      |                                                        | 59.348348, 17.941793 | 10302000350001 | Ladda upp en bild av detta fornminne      |
| Huddinge 35:2                                       | Stenkrets                            |                                   | Stockholm, Uppland      | Skärholmen, Stävholmsgränd                             | 59.269208, 17.898825 | 10003000350002 | Ladda upp en bild av detta fornminne      |
| Bromma 36:1                                         | Stensättning                         |                                   | Stockholm, Uppland      | Riksby                                                 | 59.347978, 17.941694 | 10302000360001 | Ladda upp en bild av detta fornminne      |
| Spånga 36:2                                         | Hög                                  |                                   | Stockholm, Uppland      |                                                        | 59.376019, 17.881788 | 10304700360002 | Ladda upp en bild av detta fornminne      |
| Bromma 37:1                                         | Stensättning                         |                                   | Stockholm, Uppland      |                                                        | 59.345428, 17.945324 | 10302000370001 | Ladda upp en bild av detta fornminne      |
| Bromma 37:3                                         | Stensättning                         |                                   | Stockholm, Uppland      | Riksby, norr koloniområdet vid Riksbyvägen             | 59.345544, 17.945581 | 10302000370003 | Ladda upp en bild av detta fornminne      |
| Skärholmens fornborg (Brännkyrka 38:1)              | Fornborg                             |                                   | Stockholm, Södermanland | Skärholmen                                             | 59.283785, 17.894348 | 10301500380001 | Ladda upp en till bild av detta fornminne |
| Upplands runinskrifter 56 (Bromma 38:1)             | Runristning                          |                                   | Stockholm, Uppland      | Riksby, öster om Lintaverken                           | 59.346383, 17.952007 | 10302000380001 | Ladda upp en till bild av detta fornminne |
| (Glia) (Bromma 39:1)                                | Grav- och boplatsområde              |                                   | Stockholm, Uppland      |                                                        | 59.349943, 17.937947 | 10302000390001 | Ladda upp en bild av detta fornminne      |
| (Glia) (Bromma 39:2)                                | Stensättning                         |                                   | Stockholm, Uppland      |                                                        | 59.349526, 17.937920 | 10302000390002 | Ladda upp en bild av detta fornminne      |
| Bromma 40:1                                         | Gravfält                             |                                   | Stockholm, Uppland      | Bromma kyrka                                           | 59.355881, 17.931327 | 10302000400001 | Ladda upp en bild av detta fornminne      |
| Bromma 41:1                                         | Gravfält                             | Yngre järnålder, trol. vikingatid | Stockholm, Uppland      | Norra Ängby, ovanför Runsavägen                        | 59.345916, 17.919755 | 10302000410001 | Ladda upp en bild av detta fornminne      |
| Spånga 41:1                                         | Gravfält                             |                                   | Stockholm, Uppland      |                                                        | 59.381033, 17.877441 | 10304700410001 | Ladda upp en bild av detta fornminne      |
| (Örby gamla tomt) (Brännkyrka 42:1)                 | Gravfält                             |                                   | Stockholm, Södermanland | Örby, vid Frustunavägen                                | 59.277207, 18.034730 | 10301500420001 | Ladda upp en bild av detta fornminne      |
| Bromma 42:1                                         | Röse                                 |                                   | Stockholm, Uppland      |                                                        | 59.348575, 17.927301 | 10302000420001 | Ladda upp en bild av detta fornminne      |
| Spånga 42:1                                         | Stensättning                         |                                   | Stockholm, Uppland      |                                                        | 59.384030, 17.881551 | 10304700420001 | Ladda upp en bild av detta fornminne      |
| Bromma 42:2                                         | Stensättning                         |                                   | Stockholm, Uppland      | Riksby                                                 | 59.348758, 17.927201 | 10302000420002 | Ladda upp en bild av detta fornminne      |
| Bromma 43:1                                         | Stensättning                         |                                   | Stockholm, Uppland      | Bromma kyrka                                           | 59.349904, 17.923023 | 10302000430001 | Ladda upp en bild av detta fornminne      |
| S:t Holingers hög (Spånga 43:2)                     | Hög                                  |                                   | Stockholm, Uppland      |                                                        | 59.386119, 17.879418 | 10304700430002 | Ladda upp en till bild av detta fornminne |
| Bromma 44:1                                         | Stensättning                         |                                   | Stockholm, Uppland      |                                                        | 59.352046, 17.931646 | 10302000440001 | Ladda upp en bild av detta fornminne      |
| Spånga 44:1                                         | Gravfält                             |                                   | Stockholm, Uppland      |                                                        | 59.386513, 17.875423 | 10304700440001 | Ladda upp en bild av detta fornminne      |
| Bromma 44:2                                         | Stensättning                         |                                   | Stockholm, Uppland      |                                                        | 59.351985, 17.931751 | 10302000440002 | Ladda upp en bild av detta fornminne      |
| Bromma 46:1                                         | Stensättning                         |                                   | Stockholm, Uppland      |                                                        | 59.357402, 17.920184 | 10302000460001 | Ladda upp en bild av detta fornminne      |
| Bromma 47:1                                         | Gravfält                             | Yngre järnålder                   | Stockholm, Uppland      | Eneby, norr om Bällstavägen, väster om Dr Abrahams väg | 59.358396, 17.915191 | 10302000470001 | Ladda upp en bild av detta fornminne      |
| Spånga 47:1                                         | Hällristning                         |                                   | Stockholm, Uppland      |                                                        | 59.378076, 17.879185 | 10304700470001 | Ladda upp en bild av detta fornminne      |
| Brännkyrka 48:1                                     | Stensättning                         |                                   | Stockholm, Södermanland | Västberga, vid Dansbanevägen                           | 59.296026, 18.009556 | 10301500480001 | Ladda upp en bild av detta fornminne      |
| Spånga 48:1                                         | Stensättning                         |                                   | Stockholm, Uppland      |                                                        | 59.379155, 17.880587 | 10304700480001 | Ladda upp en bild av detta fornminne      |
| Brännkyrka 48:2                                     | Stensättning                         |                                   | Stockholm, Södermanland | Västberga, vid Dansbanevägen                           | 59.296049, 18.009785 | 10301500480002 | Ladda upp en bild av detta fornminne      |
| Bromma 49:1                                         | Gravfält                             |                                   | Stockholm, Uppland      | Bällsta, Skorpvägen                                    | 59.362363, 17.926153 | 10302000490001 | Ladda upp en bild av detta fornminne      |
| Bromma 50:1                                         | Hög                                  |                                   | Stockholm, Uppland      |                                                        | 59.363961, 17.925208 | 10302000500001 | Ladda upp en bild av detta fornminne      |
| Spånga 50:1                                         | Röse                                 |                                   | Stockholm, Uppland      |                                                        | 59.375343, 17.875730 | 10304700500001 | Ladda upp en bild av detta fornminne      |
| Bromma 50:2                                         | Stensättning                         |                                   | Stockholm, Uppland      |                                                        | 59.363826, 17.925463 | 10302000500002 | Ladda upp en bild av detta fornminne      |
| Brännkyrka 51:1                                     | Gravfält                             |                                   | Stockholm, Södermanland | Solbergaskogen, vid Folkparksvägen                     | 59.283045, 18.008137 | 10301500510001 | Ladda upp en bild av detta fornminne      |
| Spånga 51:1                                         | Röse                                 |                                   | Stockholm, Uppland      |                                                        | 59.373799, 17.878357 | 10304700510001 | Ladda upp en bild av detta fornminne      |
| Bromma 52:1                                         | Gravfält                             |                                   | Stockholm, Uppland      |                                                        | 59.359543, 17.912411 | 10302000520001 | Ladda upp en bild av detta fornminne      |
| Brännkyrka 53:1                                     | Gravfält                             |                                   | Stockholm, Södermanland | Solbergaskogen, vid Armborstvägen                      | 59.282703, 18.006798 | 10301500530001 | Ladda upp en till bild av detta fornminne |
| Bromma 53:1                                         | Hög                                  |                                   | Stockholm, Uppland      |                                                        | 59.359735, 17.910874 | 10302000530001 | Ladda upp en bild av detta fornminne      |
| Bromma 53:2                                         | Stensättning                         | Järnåldern                        | Stockholm, Uppland      | Eneby, Mullbärsvägen                                   | 59.359848, 17.910655 | 10302000530002 | Ladda upp en bild av detta fornminne      |
| Solberga gravfält (Brännkyrka 54:1)                 | Gravfält                             |                                   | Stockholm, Södermanland | Solbergaskogen, vid Folkparksvägen                     | 59.283512, 18.010164 | 10301500540001 | Ladda upp en till bild av detta fornminne |
| Bromma 54:1                                         | Stensättning                         |                                   | Stockholm, Uppland      | Eneby, norr om Hjortronvägen                           | 59.360178, 17.907933 | 10302000540001 | Ladda upp en bild av detta fornminne      |
| Bromma 54:2                                         | Stensättning                         |                                   | Stockholm, Uppland      |                                                        | 59.360279, 17.907816 | 10302000540002 | Ladda upp en bild av detta fornminne      |
| Bromma 55:1                                         | Stensättning                         |                                   | Stockholm, Uppland      | Beckomberga                                            | 59.362018, 17.903853 | 10302000550001 | Ladda upp en bild av detta fornminne      |
| Brännkyrka 56:1                                     | Hällristning                         |                                   | Stockholm, Södermanland | Solberga                                               | 59.280203, 18.002944 | 10301500560001 | Ladda upp en till bild av detta fornminne |
| Bromma 57:1                                         | Gravfält                             |                                   | Stockholm, Uppland      | Beckomberga                                            | 59.360344, 17.898419 | 10302000570001 | Ladda upp en bild av detta fornminne      |
| Spånga 57:1                                         | Hög                                  |                                   | Stockholm, Uppland      |                                                        | 59.382541, 17.912955 | 10304700570001 | Ladda upp en bild av detta fornminne      |
| Spånga 58:1                                         | Fornborg                             |                                   | Stockholm, Uppland      |                                                        | 59.382233, 17.909927 | 10304700580001 | Ladda upp en bild av detta fornminne      |
| Brännkyrka 59:1                                     | Hög                                  |                                   | Stockholm, Södermanland | Älvsjö                                                 | 59.278741, 17.998751 | 10301500590001 | Ladda upp en bild av detta fornminne      |
| Brännkyrka 60:1                                     | Hög                                  |                                   | Stockholm, Södermanland | Älvsjö                                                 | 59.278112, 17.999981 | 10301500600001 | Ladda upp en bild av detta fornminne      |
| Spånga 60:1                                         | Stensättning                         |                                   | Stockholm, Uppland      |                                                        | 59.390197, 17.907332 | 10304700600001 | Ladda upp en bild av detta fornminne      |
| Brännkyrka 60:2                                     | Hög                                  |                                   | Stockholm, Södermanland | Älvsjö                                                 | 59.278200, 17.999834 | 10301500600002 | Ladda upp en bild av detta fornminne      |
| Brännkyrka 60:3                                     | Hög                                  |                                   | Stockholm, Södermanland | Älvsjö                                                 | 59.278381, 17.999527 | 10301500600003 | Ladda upp en bild av detta fornminne      |
| Upplands runinskrifter 62 (Spånga 61:1)             | Runristning                          |                                   | Stockholm, Uppland      | Spånga kyrka                                           | 59.391509, 17.911520 | 10304700610001 | Ladda upp en till bild av detta fornminne |
| Brännkyrka 62:1                                     | Hög                                  |                                   | Stockholm, Södermanland | Älvsjö                                                 | 59.277799, 17.999770 | 10301500620001 | Ladda upp en bild av detta fornminne      |
| Björklunds hage (Bromma 62:1)                       | Gravfält                             |                                   | Stockholm, Uppland      |                                                        | 59.350239, 17.897109 | 10302000620001 | Ladda upp en till bild av detta fornminne |
| Brännkyrka 63:1                                     | Hög                                  |                                   | Stockholm, Södermanland | Älvsjö                                                 | 59.277991, 17.998569 | 10301500630001 | Ladda upp en bild av detta fornminne      |
| Komötet (Bromma 63:1)                               | Gravfält                             |                                   | Stockholm, Uppland      |                                                        | 59.349712, 17.904300 | 10302000630001 | Ladda upp en till bild av detta fornminne |
| Spånga 63:1                                         | Gravfält                             |                                   | Stockholm, Uppland      |                                                        | 59.392917, 17.909209 | 10304700630001 | Ladda upp en bild av detta fornminne      |
| Brännkyrka 64:1                                     | Stensättning                         |                                   | Stockholm, Södermanland | Älvsjö                                                 | 59.277667, 18.007837 | 10301500640001 | Ladda upp en bild av detta fornminne      |
| Komötet (Bromma 64:1)                               | Gravfält                             |                                   | Stockholm, Uppland      |                                                        | 59.349056, 17.906468 | 10302000640001 | Ladda upp en bild av detta fornminne      |
| Brännkyrka 64:2                                     | Stensättning                         |                                   | Stockholm, Södermanland | Älvsjö                                                 | 59.277755, 18.007680 | 10301500640002 | Ladda upp en bild av detta fornminne      |
| Bromma 65:1                                         | Stensättning                         |                                   | Stockholm, Uppland      |                                                        | 59.345494, 17.907026 | 10302000650001 | Ladda upp en bild av detta fornminne      |
| Bromma 65:2                                         | Stensättning                         |                                   | Stockholm, Uppland      |                                                        | 59.345548, 17.906765 | 10302000650002 | Ladda upp en bild av detta fornminne      |
| Bromma 65:4                                         | Stensättning                         |                                   | Stockholm, Uppland      | Norra Ängby                                            | 59.345971, 17.906586 | 10302000650004 | Ladda upp en bild av detta fornminne      |
| Karsviks hage (Bromma 66:1)                         | Stensättning                         |                                   | Stockholm, Uppland      |                                                        | 59.344725, 17.912018 | 10302000660001 | Ladda upp en bild av detta fornminne      |
| Spånga 66:1                                         | Gravfält                             |                                   | Stockholm, Uppland      |                                                        | 59.393653, 17.900139 | 10304700660001 | Ladda upp en till bild av detta fornminne |
| Karsviks hage (Bromma 66:2)                         | Grav markerad av sten/block          |                                   | Stockholm, Uppland      |                                                        | 59.344896, 17.911795 | 10302000660002 | Ladda upp en bild av detta fornminne      |
| Karsviks hage (Bromma 66:3)                         | Grav markerad av sten/block          |                                   | Stockholm, Uppland      |                                                        | 59.344882, 17.911661 | 10302000660003 | Ladda upp en bild av detta fornminne      |
| Bromma 67:1                                         | Stensättning                         |                                   | Stockholm, Uppland      | Norra Ängby                                            | 59.344609, 17.914818 | 10302000670001 | Ladda upp en bild av detta fornminne      |
| Bromma 67:2                                         | Stensättning                         |                                   | Stockholm, Uppland      |                                                        | 59.344520, 17.914833 | 10302000670002 | Ladda upp en bild av detta fornminne      |
| Bromma 67:3                                         | Stensättning                         |                                   | Stockholm, Uppland      |                                                        | 59.344740, 17.914907 | 10302000670003 | Ladda upp en bild av detta fornminne      |
| Bromma 69:1                                         | Stensättning                         |                                   | Stockholm, Uppland      |                                                        | 59.340355, 17.888285 | 10302000690001 | Ladda upp en bild av detta fornminne      |
| Bromma 70:1                                         | Stensättning                         |                                   | Stockholm, Uppland      | Norra Ängby                                            | 59.338808, 17.905470 | 10302000700001 | Ladda upp en bild av detta fornminne      |
| Bromma 71:1                                         | Stensättning                         |                                   | Stockholm, Uppland      | Södra Ängby, Judarnskogen, ovanför torpet Lugnet       | 59.338329, 17.908037 | 10302000710001 | Ladda upp en bild av detta fornminne      |
| Ängbystenen/Upplands runinskrifter 60 (Bromma 72:1) | Runristning                          |                                   | Stockholm, Uppland      | Norra Ängby, Runstensvägen                             | 59.350429, 17.900983 | 10302000720001 | Ladda upp en till bild av detta fornminne |
| Brännkyrka 74:1                                     | Stensättning                         |                                   | Stockholm, Södermanland | Enskede gård                                           | 59.291134, 18.061068 | 10301500740001 | Ladda upp en bild av detta fornminne      |
| Bromma 75:1                                         | Stensättning                         |                                   | Stockholm, Uppland      | Norra Ängby, Komötet                                   | 59.350504, 17.904327 | 10302000750001 | Ladda upp en bild av detta fornminne      |
| Bromma 76:1                                         | Stensättning                         |                                   | Stockholm, Uppland      | Norra Ängby                                            | 59.351278, 17.902992 | 10302000760001 | Ladda upp en bild av detta fornminne      |
| Spånga 76:1                                         | Gravfält                             |                                   | Stockholm, Uppland      |                                                        | 59.398041, 17.915990 | 10304700760001 | Ladda upp en bild av detta fornminne      |
| Övre Valla (Brännkyrka 76:2)                        | Stensättning                         |                                   | Stockholm, Södermanland | Årsta                                                  | 59.293917, 18.055023 | 10301500760002 | Ladda upp en bild av detta fornminne      |
| Bromma 76:2                                         | Stensättning                         |                                   | Stockholm, Uppland      |                                                        | 59.351369, 17.903166 | 10302000760002 | Ladda upp en bild av detta fornminne      |
| Bromma 76:3                                         | Stensättning                         |                                   | Stockholm, Uppland      |                                                        | 59.351453, 17.903301 | 10302000760003 | Ladda upp en bild av detta fornminne      |
| Bromma 76:4                                         | Stensättning                         |                                   | Stockholm, Uppland      | Norra Ängby, Komötets nordvästra del                   | 59.351514, 17.903423 | 10302000760004 | Ladda upp en bild av detta fornminne      |
| Brännkyrka 77:1                                     | Gravfält                             |                                   | Stockholm, Södermanland | Årsta                                                  | 59.295047, 18.050384 | 10301500770001 | Ladda upp en till bild av detta fornminne |
| Bromma 77:1                                         | Minnesmärke                          |                                   | Stockholm, Uppland      |                                                        | 59.335344, 17.991548 | 10302000770001 | Ladda upp en bild av detta fornminne      |
| Bromma 77:2                                         | Minnesmärke                          |                                   | Stockholm, Uppland      |                                                        | 59.335351, 17.991554 | 10302000770002 | Ladda upp en bild av detta fornminne      |
| Bromma 78:1                                         | Minnesmärke                          |                                   | Stockholm, Uppland      |                                                        | 59.334410, 17.980050 | 10302000780001 | Ladda upp en bild av detta fornminne      |
| Spånga 78:1                                         | Stensättning                         |                                   | Stockholm, Uppland      |                                                        | 59.404589, 17.913202 | 10304700780001 | Ladda upp en bild av detta fornminne      |
| Bromma 78:2                                         | Minnesmärke                          |                                   | Stockholm, Uppland      |                                                        | 59.334417, 17.980038 | 10302000780002 | Ladda upp en bild av detta fornminne      |
| Spånga 78:2                                         | Stensättning                         |                                   | Stockholm, Uppland      |                                                        | 59.404633, 17.913545 | 10304700780002 | Ladda upp en bild av detta fornminne      |
| Kolerakyrkogården (Brännkyrka 79:1)                 | Begravningsplats                     |                                   | Stockholm, Södermanland | Johanneshov                                            | 59.299345, 18.084172 | 10301500790001 | Ladda upp en till bild av detta fornminne |
| Husby gravfält (Spånga 79:1)                        | Gravfält                             |                                   | Stockholm, Uppland      |                                                        | 59.407254, 17.916027 | 10304700790001 | Ladda upp en till bild av detta fornminne |
| Spånga 79:2                                         | Stensättning                         |                                   | Stockholm, Uppland      |                                                        | 59.406947, 17.914159 | 10304700790002 | Ladda upp en bild av detta fornminne      |
| Brännkyrka 80:1                                     | Stensättning                         |                                   | Stockholm, Södermanland | Hökarängen                                             | 59.258418, 18.096797 | 10301500800001 | Ladda upp en bild av detta fornminne      |
| Upplands runinskrifter 74 (Spånga 80:1)             | Runristning                          |                                   | Stockholm, Uppland      | Husby                                                  | 59.408000, 17.916862 | 10304700800001 | Ladda upp en till bild av detta fornminne |
| Spånga 80:2                                         | Grav markerad av sten/block          |                                   | Stockholm, Uppland      |                                                        | 59.407869, 17.916808 | 10304700800002 | Ladda upp en till bild av detta fornminne |
| Spånga 81:1                                         | Gravfält                             |                                   | Stockholm, Uppland      |                                                        | 59.408289, 17.917463 | 10304700810001 | Ladda upp en bild av detta fornminne      |
| Brännkyrka 81:4                                     | Hög                                  |                                   | Stockholm, Södermanland | Hökarängen/Sköndal                                     | 59.255646, 18.102615 | 10301500810004 | Ladda upp en bild av detta fornminne      |
| Spånga 83:1                                         | Gravfält                             |                                   | Stockholm, Uppland      |                                                        | 59.413228, 17.913917 | 10304700830001 | Ladda upp en till bild av detta fornminne |
| Spånga 83:3                                         | Hällristning                         |                                   | Stockholm, Uppland      |                                                        | 59.413795, 17.913931 | 10304700830003 | Ladda upp en till bild av detta fornminne |
| Spånga 85:1                                         | Gravfält                             |                                   | Stockholm, Uppland      |                                                        | 59.412426, 17.909000 | 10304700850001 | Ladda upp en bild av detta fornminne      |
| Spånga 86:1                                         | Grav- och boplatsområde              |                                   | Stockholm, Uppland      |                                                        | 59.410486, 17.902117 | 10304700860001 | Ladda upp en bild av detta fornminne      |
| Bromma 87:1                                         | Stensättning                         |                                   | Stockholm, Uppland      | NÖ Glia Hammaren                                       | 59.350414, 17.939415 | 10302000870001 | Ladda upp en bild av detta fornminne      |
| Spånga 87:1                                         | Stensättning                         |                                   | Stockholm, Uppland      |                                                        | 59.411204, 17.900224 | 10304700870001 | Ladda upp en bild av detta fornminne      |
| Spånga 88:1                                         | Gravfält                             |                                   | Stockholm, Uppland      |                                                        | 59.410425, 17.897318 | 10304700880001 | Ladda upp en bild av detta fornminne      |
| Bromma 89:1                                         | Gravfält                             |                                   | Stockholm, Uppland      |                                                        | 59.355155, 17.948479 | 10302000890001 | Ladda upp en bild av detta fornminne      |
| Spånga 91:1                                         | Stensättning                         |                                   | Stockholm, Uppland      |                                                        | 59.409839, 17.897787 | 10304700910001 | Ladda upp en bild av detta fornminne      |
| Brännkyrka 92:1                                     | Fornborg                             |                                   | Stockholm, Södermanland | Skarpnäck/Orhem                                        | 59.259317, 18.154946 | 10301500920001 | Ladda upp en bild av detta fornminne      |
| Brännkyrka 93:1                                     | Stensättning                         |                                   | Stockholm, Södermanland | Skarpnäck/Orhem                                        | 59.261677, 18.139146 | 10301500930001 | Ladda upp en bild av detta fornminne      |
| Spånga 94:1                                         | Gravfält                             |                                   | Stockholm, Uppland      |                                                        | 59.403231, 17.890838 | 10304700940001 | Ladda upp en bild av detta fornminne      |
| Brännkyrka 95:1                                     | Stensättning                         |                                   | Stockholm, Södermanland | Skarpnäck/Orhem                                        | 59.258593, 18.142607 | 10301500950001 | Ladda upp en bild av detta fornminne      |
| Spånga 95:1                                         | Gravfält                             |                                   | Stockholm, Uppland      |                                                        | 59.400973, 17.887619 | 10304700950001 | Ladda upp en bild av detta fornminne      |
| Spånga 96:1                                         | Gravfält                             |                                   | Stockholm, Uppland      |                                                        | 59.402173, 17.887189 | 10304700960001 | Ladda upp en bild av detta fornminne      |
| Spånga 97:1                                         | Gravfält                             |                                   | Stockholm, Uppland      |                                                        | 59.404141, 17.883516 | 10304700970001 | Ladda upp en bild av detta fornminne      |
| Bromma 98:1                                         | Stensättning                         |                                   | Stockholm, Uppland      |                                                        | 59.337538, 17.944850 | 10302000980001 | Ladda upp en bild av detta fornminne      |
| Bromma 99:1                                         | Stensättning                         |                                   | Stockholm, Uppland      |                                                        | 59.343214, 17.918556 | 10302000990001 | Ladda upp en bild av detta fornminne      |
| Brännkyrka 100:1                                    | Stensättning                         |                                   | Stockholm, Södermanland | Orhem                                                  | 59.249401, 18.126437 | 10301501000001 | Ladda upp en bild av detta fornminne      |
| Ättehagen (Bromma 100:1)                            | Gravfält                             |                                   | Stockholm, Uppland      |                                                        | 59.342888, 17.919833 | 10302001000001 | Ladda upp en bild av detta fornminne      |
| Brännkyrka 100:2                                    | Stensättning                         |                                   | Stockholm, Södermanland | Orhem                                                  | 59.249522, 18.126275 | 10301501000002 | Ladda upp en bild av detta fornminne      |
| Brännkyrka 100:3                                    | Stensättning                         |                                   | Stockholm, Södermanland | Orhem                                                  | 59.249672, 18.126234 | 10301501000003 | Ladda upp en bild av detta fornminne      |
| Brännkyrka 101:1                                    | Gravfält                             |                                   | Stockholm, Södermanland | Orhem                                                  | 59.249331, 18.127577 | 10301501010001 | Ladda upp en bild av detta fornminne      |
| Brännkyrka 103:1                                    | Gravfält                             |                                   | Stockholm, Södermanland | Orhem                                                  | 59.252346, 18.125994 | 10301501030001 | Ladda upp en bild av detta fornminne      |
| Bromma 103:1                                        | Stensättning                         |                                   | Stockholm, Uppland      |                                                        | 59.350962, 17.895870 | 10302001030001 | Ladda upp en bild av detta fornminne      |
| Spånga 103:1                                        | Stensättning                         |                                   | Stockholm, Uppland      |                                                        | 59.405090, 17.895001 | 10304701030001 | Ladda upp en bild av detta fornminne      |
| Spånga 103:2                                        | Stensättning                         |                                   | Stockholm, Uppland      |                                                        | 59.404916, 17.894490 | 10304701030002 | Ladda upp en bild av detta fornminne      |
| Brännkyrka 104:1                                    | Stensättning                         |                                   | Stockholm, Södermanland | Farsta                                                 | 59.249259, 18.100247 | 10301501040001 | Ladda upp en bild av detta fornminne      |
| Bromma 104:1                                        | Stensättning                         |                                   | Stockholm, Uppland      |                                                        | 59.352454, 17.896105 | 10302001040001 | Ladda upp en bild av detta fornminne      |
| Spånga 105:1                                        | Gravfält                             |                                   | Stockholm, Uppland      |                                                        | 59.403007, 17.894945 | 10304701050001 | Ladda upp en bild av detta fornminne      |
| Bromma 106:1                                        | Stensättning                         |                                   | Stockholm, Uppland      |                                                        | 59.350000, 17.900352 | 10302001060001 | Ladda upp en bild av detta fornminne      |
| Bromma 107:1                                        | Gravfält                             |                                   | Stockholm, Uppland      |                                                        | 59.348763, 17.902239 | 10302001070001 | Ladda upp en bild av detta fornminne      |
| Spånga 108:1                                        | Gravfält                             |                                   | Stockholm, Uppland      |                                                        | 59.385477, 17.870251 | 10304701080001 | Ladda upp en bild av detta fornminne      |
| Spånga 110:1                                        | Stensättning                         |                                   | Stockholm, Uppland      |                                                        | 59.383567, 17.861118 | 10304701100001 | Ladda upp en bild av detta fornminne      |
| Spånga 110:2                                        | Stensättning                         |                                   | Stockholm, Uppland      |                                                        | 59.383397, 17.861027 | 10304701100002 | Ladda upp en bild av detta fornminne      |
| Spånga 114:1                                        | Stensättning                         |                                   | Stockholm, Uppland      |                                                        | 59.392088, 17.880817 | 10304701140001 | Ladda upp en bild av detta fornminne      |
| Spånga 114:2                                        | Stensättning                         |                                   | Stockholm, Uppland      |                                                        | 59.391984, 17.880592 | 10304701140002 | Ladda upp en bild av detta fornminne      |
| Spånga 116:1                                        | Hög                                  |                                   | Stockholm, Uppland      |                                                        | 59.393488, 17.881448 | 10304701160001 | Ladda upp en bild av detta fornminne      |
| Södermanlands runinskrifter 290 (Brännkyrka 119:1)  | Runristning                          |                                   | Stockholm, Södermanland | Farsta gård                                            | 59.238612, 18.083972 | 10301501190001 | Ladda upp en till bild av detta fornminne |
| Brännkyrka 120:1                                    | Stensättning                         |                                   | Stockholm, Södermanland | Farsta gård                                            | 59.238381, 18.083206 | 10301501200001 | Ladda upp en bild av detta fornminne      |
| Spånga 120:1                                        | Gravfält                             |                                   | Stockholm, Uppland      |                                                        | 59.391721, 17.890960 | 10304701200001 | Ladda upp en bild av detta fornminne      |
| Brännkyrka 120:2                                    | Hög                                  |                                   | Stockholm, Södermanland | Farsta gård                                            | 59.237998, 18.082850 | 10301501200002 | Ladda upp en bild av detta fornminne      |
| Brännkyrka 120:3                                    | Stensättning                         |                                   | Stockholm, Södermanland | Farsta gård                                            | 59.237911, 18.082865 | 10301501200003 | Ladda upp en bild av detta fornminne      |
| Brännkyrka 121:1                                    | Stensättning                         |                                   | Stockholm, Södermanland | Farsta                                                 | 59.241948, 18.079776 | 10301501210001 | Ladda upp en bild av detta fornminne      |
| Spånga 121:1                                        | Röse                                 |                                   | Stockholm, Uppland      |                                                        | 59.391272, 17.892476 | 10304701210001 | Ladda upp en bild av detta fornminne      |
| Brännkyrka 121:2                                    | Hög                                  |                                   | Stockholm, Södermanland | Farsta                                                 | 59.241541, 18.079217 | 10301501210002 | Ladda upp en bild av detta fornminne      |
| Brännkyrka 122:1                                    | Hög                                  |                                   | Stockholm, Södermanland | Farsta                                                 | 59.239883, 18.078819 | 10301501220001 | Ladda upp en bild av detta fornminne      |
| Karsvik (Bromma 122:1)                              | Stensättning                         |                                   | Stockholm, Uppland      | Norra Ängby, Karsviks by, Jordanesvägen/Tacitusvägen   | 59.344489, 17.913544 | 10302001220001 | Ladda upp en bild av detta fornminne      |
| Spånga 122:1                                        | Gravfält                             |                                   | Stockholm, Uppland      |                                                        | 59.399484, 17.881225 | 10304701220001 | Ladda upp en bild av detta fornminne      |
| Brännkyrka 122:2                                    | Stensättning                         |                                   | Stockholm, Södermanland | Farsta                                                 | 59.239799, 18.078660 | 10301501220002 | Ladda upp en bild av detta fornminne      |
| Karsvik (Bromma 122:2)                              | Stensättning                         |                                   | Stockholm, Uppland      |                                                        | 59.344548, 17.913752 | 10302001220002 | Ladda upp en bild av detta fornminne      |
| Brännkyrka 122:3                                    | Stensättning                         |                                   | Stockholm, Södermanland | Farsta                                                 | 59.239641, 18.078413 | 10301501220003 | Ladda upp en bild av detta fornminne      |
| Karsvik (Bromma 122:3)                              | Stensättning                         |                                   | Stockholm, Uppland      |                                                        | 59.344442, 17.913886 | 10302001220003 | Ladda upp en bild av detta fornminne      |
| Karsvik (Bromma 122:4)                              | Stensättning                         |                                   | Stockholm, Uppland      |                                                        | 59.344397, 17.913398 | 10302001220004 | Ladda upp en bild av detta fornminne      |
| Spånga 123:1                                        | Stensättning                         |                                   | Stockholm, Uppland      |                                                        | 59.398892, 17.882127 | 10304701230001 | Ladda upp en bild av detta fornminne      |
| Brännkyrka 124:1                                    | Hög                                  |                                   | Stockholm, Södermanland | Farstanäset                                            | 59.238636, 18.076482 | 10301501240001 | Ladda upp en bild av detta fornminne      |
| Spånga 126:1                                        | Grav- och boplatsområde              |                                   | Stockholm, Uppland      |                                                        | 59.382189, 17.868554 | 10304701260001 | Ladda upp en bild av detta fornminne      |
| Bromma 128:1                                        | Stensättning                         |                                   | Stockholm, Uppland      |                                                        | 59.347587, 17.914974 | 10302001280001 | Ladda upp en bild av detta fornminne      |
| Spånga 128:1                                        | Gravfält                             |                                   | Stockholm, Uppland      |                                                        | 59.371201, 17.867662 | 10304701280001 | Ladda upp en bild av detta fornminne      |
| Bromma 130:1                                        | Stensättning                         |                                   | Stockholm, Uppland      |                                                        | 59.364899, 17.929859 | 10302001300001 | Ladda upp en bild av detta fornminne      |
| Spånga 131:1                                        | Hög                                  |                                   | Stockholm, Uppland      |                                                        | 59.370701, 17.857813 | 10304701310001 | Ladda upp en bild av detta fornminne      |
| Spånga 133:1                                        | Gravfält                             |                                   | Stockholm, Uppland      |                                                        | 59.413594, 17.912245 | 10304701330001 | Ladda upp en bild av detta fornminne      |
| Spånga 133:2                                        | Stensättning                         |                                   | Stockholm, Uppland      |                                                        | 59.413453, 17.911146 | 10304701330002 | Ladda upp en bild av detta fornminne      |
| Spånga 133:3                                        | Stensättning                         |                                   | Stockholm, Uppland      |                                                        | 59.413666, 17.910632 | 10304701330003 | Ladda upp en bild av detta fornminne      |
| Brännkyrka 134:1                                    | Hällristning                         |                                   | Stockholm, Södermanland | Älvsjö                                                 | 59.279302, 18.008084 | 10301501340001 | Ladda upp en till bild av detta fornminne |
| Bromma 135:1                                        | Stensättning                         |                                   | Stockholm, Uppland      | Blackeberg                                             | 59.351396, 17.887709 | 10302001350001 | Ladda upp en bild av detta fornminne      |
| Bromma 136:1                                        | Fornborg                             |                                   | Stockholm, Uppland      | Abrahamsberg/"skidbacksberget", väster Stora Mossen    | 59.330211, 17.954113 | 10302001360001 | Ladda upp en bild av detta fornminne      |
| Brännkyrka 137:1                                    | Gravfält                             |                                   | Stockholm, Södermanland | Björkhagen/Kärrtorp                                    | 59.289027, 18.108695 | 10301501370001 | Ladda upp en till bild av detta fornminne |
| Spånga 137:1                                        | Stensättning                         |                                   | Stockholm, Uppland      |                                                        | 59.414013, 17.908763 | 10304701370001 | Ladda upp en till bild av detta fornminne |
| Spånga 140:1                                        | Röse                                 |                                   | Stockholm, Uppland      |                                                        | 59.417928, 17.904810 | 10304701400001 | Ladda upp en bild av detta fornminne      |
| Spånga 140:2                                        | Röse                                 |                                   | Stockholm, Uppland      |                                                        | 59.417891, 17.905068 | 10304701400002 | Ladda upp en bild av detta fornminne      |
| Spånga 140:3                                        | Stensättning                         |                                   | Stockholm, Uppland      |                                                        | 59.417801, 17.904895 | 10304701400003 | Ladda upp en bild av detta fornminne      |
| Spånga 140:4                                        | Stensättning                         |                                   | Stockholm, Uppland      |                                                        | 59.417767, 17.905136 | 10304701400004 | Ladda upp en bild av detta fornminne      |
| Spånga 141:1                                        | Stensättning                         |                                   | Stockholm, Uppland      |                                                        | 59.418463, 17.903420 | 10304701410001 | Ladda upp en bild av detta fornminne      |
| Spånga 142:1                                        | Gravfält                             |                                   | Stockholm, Uppland      |                                                        | 59.414479, 17.897997 | 10304701420001 | Ladda upp en bild av detta fornminne      |
| Brännkyrka 143:1                                    | Stensättning                         |                                   | Stockholm, Södermanland | Sätra                                                  | 59.288774, 17.912349 | 10301501430001 | Ladda upp en bild av detta fornminne      |
| Lilla Akalla gamla tomt (Spånga 143:1)              | Gravfält                             |                                   | Stockholm, Uppland      |                                                        | 59.415013, 17.900158 | 10304701430001 | Ladda upp en bild av detta fornminne      |
| Upplands runinskrifter 73 (Spånga 146:1)            | Gravfält                             |                                   | Stockholm, Uppland      | Hansta naturreservat                                   | 59.422431, 17.899028 | 10304701460001 | Ladda upp en till bild av detta fornminne |
| Spånga 147:1                                        | Gravfält                             |                                   | Stockholm, Uppland      | Blackeberg                                             | 59.422231, 17.901334 | 10304701470001 | Ladda upp en bild av detta fornminne      |
| Spånga 148:1                                        | Gravfält                             |                                   | Stockholm, Uppland      |                                                        | 59.421795, 17.908496 | 10304701480001 | Ladda upp en bild av detta fornminne      |
| Spånga 149:1                                        | Gravfält                             |                                   | Stockholm, Uppland      |                                                        | 59.423917, 17.904293 | 10304701490001 | Ladda upp en bild av detta fornminne      |
| Spånga 150:1                                        | Grav- och boplatsområde              |                                   | Stockholm, Uppland      |                                                        | 59.426317, 17.899555 | 10304701500001 | Ladda upp en bild av detta fornminne      |
| Spånga 151:1                                        | Stensättning                         |                                   | Stockholm, Uppland      |                                                        | 59.427351, 17.901593 | 10304701510001 | Ladda upp en bild av detta fornminne      |
| Spånga 151:2                                        | Stensättning                         |                                   | Stockholm, Uppland      |                                                        | 59.427253, 17.901653 | 10304701510002 | Ladda upp en bild av detta fornminne      |
| Upplands runinskrifter 69 (Spånga 153:1)            | Runristning                          |                                   | Stockholm, Uppland      | Eggeby                                                 | 59.397687, 17.922314 | 10304701530001 | Ladda upp en till bild av detta fornminne |
| Bromma 154:1                                        | Stensättning                         |                                   | Stockholm, Uppland      |                                                        | 59.337353, 17.940077 | 10302001540001 | Ladda upp en till bild av detta fornminne |
| Spånga 155:1                                        | Stensättning                         |                                   | Stockholm, Uppland      |                                                        | 59.393806, 17.936616 | 10304701550001 | Ladda upp en bild av detta fornminne      |
| Spånga 155:2                                        | Stensättning                         |                                   | Stockholm, Uppland      |                                                        | 59.393745, 17.936793 | 10304701550002 | Ladda upp en bild av detta fornminne      |
| Bromma 156:1                                        | Hällristning                         |                                   | Stockholm, Uppland      |                                                        | 59.332006, 17.939315 | 10302001560001 | Ladda upp en bild av detta fornminne      |
| Bromma 157:1                                        | Hällristning                         |                                   | Stockholm, Uppland      |                                                        | 59.345530, 17.892417 | 10302001570001 | Ladda upp en bild av detta fornminne      |
| Bromma 158:1                                        | Gravfält                             |                                   | Stockholm, Uppland      | Beckomberga/f.d. sjukhusområdet                        | 59.361203, 17.899545 | 10302001580001 | Ladda upp en bild av detta fornminne      |
| Brännkyrka 159:1                                    | Fornborg                             |                                   | Stockholm, Södermanland | Larsboda                                               | 59.239300, 18.117639 | 10301501590001 | Ladda upp en bild av detta fornminne      |
| Johanneshovs skans (Brännkyrka 160:1)               | Fästning/skans                       |                                   | Stockholm, Södermanland | Johanneshov                                            | 59.296699, 18.082010 | 10301501600001 | Ladda upp en till bild av detta fornminne |
| Brännkyrka 161:1                                    | Hällristning                         |                                   | Stockholm, Södermanland | Östberga                                               | 59.291011, 18.028299 | 10301501610001 | Ladda upp en till bild av detta fornminne |
| Bromma 162:1                                        | Stensättning                         |                                   | Stockholm, Uppland      |                                                        | 59.361090, 17.902235 | 10302001620001 | Ladda upp en bild av detta fornminne      |
| Upplands runinskrifter 75 (Spånga 164:1)            | Runristning                          |                                   | Stockholm, Uppland      | Kista                                                  | 59.408242, 17.940975 | 10304701640001 | Ladda upp en bild av detta fornminne      |
| Brännkyrka 170:1                                    | Stensättning                         |                                   | Stockholm, Södermanland | Skarpnäck                                              | 59.260355, 18.142232 | 10301501700001 | Ladda upp en bild av detta fornminne      |
| Huddinge 181:1                                      | Stensättning                         |                                   | Stockholm, Södermanland | Skärholmen                                             | 59.272037, 17.894581 | 10003001810001 | Ladda upp en bild av detta fornminne      |
| Spånga 181:1                                        | Stensättning                         |                                   | Stockholm, Uppland      |                                                        | 59.383978, 17.916304 | 10304701810001 | Ladda upp en bild av detta fornminne      |
| Spånga 181:2                                        | Stensättning                         |                                   | Stockholm, Uppland      |                                                        | 59.384006, 17.916084 | 10304701810002 | Ladda upp en bild av detta fornminne      |
| Spånga 181:3                                        | Stensättning                         |                                   | Stockholm, Uppland      |                                                        | 59.383917, 17.916512 | 10304701810003 | Ladda upp en bild av detta fornminne      |
| Spånga 182:1                                        | Gravfält                             |                                   | Stockholm, Uppland      |                                                        | 59.384075, 17.918026 | 10304701820001 | Ladda upp en bild av detta fornminne      |
| Huddinge 184:1                                      | Stensättning                         |                                   | Stockholm, Södermanland | Skärholmen                                             | 59.270550, 17.888146 | 10003001840001 | Ladda upp en bild av detta fornminne      |
| Spånga 184:1                                        | Stensättning                         |                                   | Stockholm, Uppland      |                                                        | 59.383675, 17.922427 | 10304701840001 | Ladda upp en bild av detta fornminne      |
| Spånga 185:1                                        | Gravfält                             |                                   | Stockholm, Uppland      |                                                        | 59.371774, 17.919620 | 10304701850001 | Ladda upp en till bild av detta fornminne |
| Spånga 186:1                                        | Hög                                  |                                   | Stockholm, Uppland      |                                                        | 59.371507, 17.922321 | 10304701860001 | Ladda upp en bild av detta fornminne      |
| Spånga 186:2                                        | Stensättning                         |                                   | Stockholm, Uppland      |                                                        | 59.371712, 17.922310 | 10304701860002 | Ladda upp en bild av detta fornminne      |
| Spånga 191:1                                        | Gravfält                             |                                   | Stockholm, Uppland      |                                                        | 59.379784, 17.926914 | 10304701910001 | Ladda upp en bild av detta fornminne      |
| Spånga 192:1                                        | Gravfält                             |                                   | Stockholm, Uppland      |                                                        | 59.381588, 17.928179 | 10304701920001 | Ladda upp en bild av detta fornminne      |
| Brännkyrka 193:1                                    | Stensättning                         |                                   | Stockholm, Södermanland | Örby                                                   | 59.276547, 18.034657 | 10301501930001 | Ladda upp en bild av detta fornminne      |
| Spånga 194:1                                        | Stensättning                         |                                   | Stockholm, Uppland      |                                                        | 59.381858, 17.932729 | 10304701940001 | Ladda upp en bild av detta fornminne      |
| Spånga 194:2                                        | Stensättning                         |                                   | Stockholm, Uppland      |                                                        | 59.381853, 17.933204 | 10304701940002 | Ladda upp en bild av detta fornminne      |
| Brännkyrka 195:1                                    | Hällristning                         |                                   | Stockholm, Södermanland | Östberga                                               | 59.288183, 18.041007 | 10301501950001 | Ladda upp en bild av detta fornminne      |
| U RR1987;134/Granbyhällen (Spånga 206:1)            | Runristning                          |                                   | Stockholm, Uppland      | Granby gård                                            | 59.404571, 17.927228 | 10304702060001 | Ladda upp en till bild av detta fornminne |
| Spånga 209:1                                        | Gravfält                             |                                   | Stockholm, Uppland      |                                                        | 59.357980, 17.864618 | 10304702090001 | Ladda upp en bild av detta fornminne      |
| Spånga 212:1                                        | Husgrund, förhistorisk/medeltida     |                                   | Stockholm, Uppland      |                                                        | 59.402291, 17.894749 | 10304702120001 | Ladda upp en bild av detta fornminne      |
| Spånga 212:2                                        | Husgrund, förhistorisk/medeltida     |                                   | Stockholm, Uppland      |                                                        | 59.402547, 17.894823 | 10304702120002 | Ladda upp en bild av detta fornminne      |
| Spånga 212:3                                        | Stensättning                         |                                   | Stockholm, Uppland      |                                                        | 59.402139, 17.894943 | 10304702120003 | Ladda upp en bild av detta fornminne      |
| Spånga 213:1                                        | Stensättning                         |                                   | Stockholm, Uppland      |                                                        | 59.406839, 17.889438 | 10304702130001 | Ladda upp en bild av detta fornminne      |
| Spånga 213:2                                        | Stensättning                         |                                   | Stockholm, Uppland      |                                                        | 59.406966, 17.889632 | 10304702130002 | Ladda upp en bild av detta fornminne      |
| Spånga 215:1                                        | Röse                                 |                                   | Stockholm, Uppland      |                                                        | 59.41404, 17.93637   | 10304702150001 | Ladda upp en bild av detta fornminne      |
| Upplands runinskrifter ATA 4741/44 (Spånga 216:1)   | Runristning                          |                                   | Stockholm, Uppland      | Husby                                                  | 59.404836, 17.927508 | 10304702160001 | Ladda upp en bild av detta fornminne      |
| Spånga 217:1                                        | Stensättning                         |                                   | Stockholm, Uppland      |                                                        | 59.393413, 17.871424 | 10304702170001 | Ladda upp en bild av detta fornminne      |
| Brännkyrka 218:1                                    | Husgrund, förhistorisk/medeltida     |                                   | Stockholm, Södermanland | Solberga                                               | 59.282978, 18.004084 | 10301502180001 | Ladda upp en bild av detta fornminne      |
| Brännkyrka 220:1                                    | Stensättning                         |                                   | Stockholm, Södermanland | Solberga                                               | 59.282231, 18.007998 | 10301502200001 | Ladda upp en bild av detta fornminne      |
| Brännkyrka 222:1                                    | Hällristning                         |                                   | Stockholm, Södermanland | Östberga                                               | 59.292177, 18.030924 | 10301502220001 | Ladda upp en till bild av detta fornminne |
| Spånga 223:1                                        | Stensättning                         |                                   | Stockholm, Uppland      |                                                        | 59.386167, 17.863908 | 10304702230001 | Ladda upp en bild av detta fornminne      |
| Spånga 224:1                                        | Gravfält                             |                                   | Stockholm, Uppland      |                                                        | 59.420305, 17.905423 | 10304702240001 | Ladda upp en bild av detta fornminne      |
| Spånga 225:1                                        | Stensättning                         |                                   | Stockholm, Uppland      |                                                        | 59.386732, 17.856775 | 10304702250001 | Ladda upp en bild av detta fornminne      |
| Spånga 225:2                                        | Stensättning                         |                                   | Stockholm, Uppland      |                                                        | 59.386628, 17.856624 | 10304702250002 | Ladda upp en bild av detta fornminne      |
| Brännkyrka 232:1                                    | Stensättning                         |                                   | Stockholm, Södermanland | Vårberg/Skärholmen                                     | 59.283635, 17.882764 | 10301502320001 | Ladda upp en bild av detta fornminne      |
| Brännkyrka 232:2                                    | Stensättning                         |                                   | Stockholm, Södermanland | Vårberg/Skärholmen                                     | 59.283676, 17.882938 | 10301502320002 | Ladda upp en bild av detta fornminne      |
| Brännkyrka 235:1                                    | Hällristning                         |                                   | Stockholm, Södermanland | Högdalen                                               | 59.256135, 18.046664 | 10301502350001 | Ladda upp en bild av detta fornminne      |
| Brännkyrka 236:1                                    | Stensättning                         |                                   | Stockholm, Södermanland | Högdalen                                               | 59.256228, 18.043520 | 10301502360001 | Ladda upp en bild av detta fornminne      |
| Brännkyrka 236:2                                    | Stensättning                         |                                   | Stockholm, Södermanland | Högdalen                                               | 59.255901, 18.043518 | 10301502360002 | Ladda upp en bild av detta fornminne      |
| Spånga 238:1                                        | Stensättning                         |                                   | Stockholm, Uppland      |                                                        | 59.427383, 17.899268 | 10304702380001 | Ladda upp en bild av detta fornminne      |
| Spånga 241:1                                        | Gravfält                             |                                   | Stockholm, Uppland      |                                                        | 59.427780, 17.902011 | 10304702410001 | Ladda upp en bild av detta fornminne      |
| Brännkyrka 241:2                                    | Stensättning                         |                                   | Stockholm, Södermanland | Skrubba                                                | 59.236193, 18.182760 | 10301502410002 | Ladda upp en bild av detta fornminne      |
| Spånga 243:1                                        | Hög                                  |                                   | Stockholm, Uppland      |                                                        | 59.425725, 17.901262 | 10304702430001 | Ladda upp en bild av detta fornminne      |
| Spånga 243:2                                        | Stensättning                         |                                   | Stockholm, Uppland      |                                                        | 59.425673, 17.900863 | 10304702430002 | Ladda upp en bild av detta fornminne      |
| Spånga 244:1                                        | Stensättning                         |                                   | Stockholm, Uppland      |                                                        | 59.387017, 17.878198 | 10304702440001 | Ladda upp en bild av detta fornminne      |
| Spånga 245:1                                        | Stensättning                         |                                   | Stockholm, Uppland      |                                                        | 59.388619, 17.873504 | 10304702450001 | Ladda upp en bild av detta fornminne      |
| Spånga 248:1                                        | Husgrund, förhistorisk/medeltida     |                                   | Stockholm, Uppland      |                                                        | 59.405265, 17.893595 | 10304702480001 | Ladda upp en bild av detta fornminne      |
| Spånga 248:2                                        | Husgrund, förhistorisk/medeltida     |                                   | Stockholm, Uppland      |                                                        | 59.404969, 17.893236 | 10304702480002 | Ladda upp en bild av detta fornminne      |
| Spånga 253:1                                        | Stensättning                         |                                   | Stockholm, Uppland      |                                                        | 59.380263, 17.877885 | 10304702530001 | Ladda upp en bild av detta fornminne      |
| Spånga 257:1                                        | Gravfält                             |                                   | Stockholm, Uppland      |                                                        | 59.415409, 17.916610 | 10304702570001 | Ladda upp en till bild av detta fornminne |
| Spånga 262:1                                        | Stensättning                         |                                   | Stockholm, Uppland      |                                                        | 59.405593, 17.914447 | 10304702620001 | Ladda upp en bild av detta fornminne      |
| Spånga 262:2                                        | Stensättning                         |                                   | Stockholm, Uppland      |                                                        | 59.405581, 17.913775 | 10304702620002 | Ladda upp en bild av detta fornminne      |
| Spånga 264:1                                        | Stensättning                         |                                   | Stockholm, Uppland      |                                                        | 59.403401, 17.930585 | 10304702640001 | Ladda upp en bild av detta fornminne      |
| Spånga 268:1                                        | Stensättning                         |                                   | Stockholm, Uppland      |                                                        | 59.409517, 17.940855 | 10304702680001 | Ladda upp en bild av detta fornminne      |
| Spånga 268:2                                        | Grav markerad av sten/block          |                                   | Stockholm, Uppland      |                                                        | 59.409456, 17.940842 | 10304702680002 | Ladda upp en bild av detta fornminne      |
| Spånga 272:1                                        | Stensättning                         |                                   | Stockholm, Uppland      |                                                        | 59.387999, 17.854677 | 10304702720001 | Ladda upp en bild av detta fornminne      |
| Spånga 272:2                                        | Stensättning                         |                                   | Stockholm, Uppland      |                                                        | 59.388160, 17.854661 | 10304702720002 | Ladda upp en bild av detta fornminne      |
| Spånga 275:1                                        | Stensättning                         |                                   | Stockholm, Uppland      |                                                        | 59.359151, 17.862887 | 10304702750001 | Ladda upp en bild av detta fornminne      |
| Spånga 276:1                                        | Stensättning                         |                                   | Stockholm, Uppland      |                                                        | 59.409717, 17.943644 | 10304702760001 | Ladda upp en bild av detta fornminne      |
| Spånga 282:1                                        | Gravfält                             |                                   | Stockholm, Uppland      |                                                        | 59.398541, 17.921586 | 10304702820001 | Ladda upp en bild av detta fornminne      |
| U Fv1953;266 (Spånga 284:1)                         | Runristning                          |                                   | Stockholm, Uppland      | Spånga kyrka                                           | 59.391521, 17.911676 | 10304702840001 | Ladda upp en till bild av detta fornminne |
| U ATA4027/61 (Spånga 284:2)                         | Runristning                          |                                   | Stockholm, Uppland      | Spånga kyrka                                           | 59.391533, 17.911804 | 10304702840002 | Ladda upp en till bild av detta fornminne |
| Upplands runinskrifter 61 (Spånga 284:3)            | Runristning                          |                                   | Stockholm, Uppland      | Spånga kyrka                                           | 59.391349, 17.912085 | 10304702840003 | Ladda upp en till bild av detta fornminne |
| Spånga 288:1                                        | Stensättning                         |                                   | Stockholm, Uppland      |                                                        | 59.389502, 17.825973 | 10304702880001 | Ladda upp en bild av detta fornminne      |
| Spånga 288:2                                        | Röse                                 |                                   | Stockholm, Uppland      |                                                        | 59.389681, 17.825989 | 10304702880002 | Ladda upp en bild av detta fornminne      |
| Spånga 296:1                                        | Stensättning                         |                                   | Stockholm, Uppland      |                                                        | 59.363740, 17.916314 | 10304702960001 | Ladda upp en bild av detta fornminne      |
| Spånga 296:2                                        | Stensättning                         |                                   | Stockholm, Uppland      |                                                        | 59.363927, 17.916179 | 10304702960002 | Ladda upp en bild av detta fornminne      |
| Spånga 305:1                                        | Stensättning                         |                                   | Stockholm, Uppland      |                                                        | 59.356470, 17.869422 | 10304703050001 | Ladda upp en bild av detta fornminne      |
| Spånga 309:1                                        | Stensättning                         |                                   | Stockholm, Uppland      |                                                        | 59.370776, 17.874594 | 10304703090001 | Ladda upp en bild av detta fornminne      |
| Spånga 310:1                                        | Stensättning                         |                                   | Stockholm, Uppland      |                                                        | 59.370242, 17.877001 | 10304703100001 | Ladda upp en bild av detta fornminne      |
| Spånga 310:2                                        | Stensättning                         |                                   | Stockholm, Uppland      |                                                        | 59.370290, 17.876772 | 10304703100002 | Ladda upp en bild av detta fornminne      |
| Spånga 312:1                                        | Hög                                  |                                   | Stockholm, Uppland      |                                                        | 59.363044, 17.913813 | 10304703120001 | Ladda upp en bild av detta fornminne      |
| Spånga 314:1                                        | Hällristning                         |                                   | Stockholm, Uppland      |                                                        | 59.364105, 17.909089 | 10304703140001 | Ladda upp en bild av detta fornminne      |
| Spånga 314:2                                        | Hällristning                         |                                   | Stockholm, Uppland      |                                                        | 59.364287, 17.908653 | 10304703140002 | Ladda upp en bild av detta fornminne      |
| Spånga 324:1                                        | Grav markerad av sten/block          |                                   | Stockholm, Uppland      |                                                        | 59.369652, 17.866515 | 10304703240001 | Ladda upp en bild av detta fornminne      |
| Spånga 336:1                                        | Hällristning                         |                                   | Stockholm, Uppland      |                                                        | 59.361382, 17.873553 | 10304703360001 | Ladda upp en bild av detta fornminne      |
| Spånga 336:2                                        | Hällristning                         |                                   | Stockholm, Uppland      |                                                        | 59.361376, 17.873545 | 10304703360002 | Ladda upp en bild av detta fornminne      |
| Spånga 340:1                                        | Gravfält                             |                                   | Stockholm, Uppland      |                                                        | 59.388508, 17.794815 | 10304703400001 | Ladda upp en bild av detta fornminne      |
| Upplands runinskrifter 85 (Spånga 341:1)            | Runristning                          |                                   | Stockholm, Uppland      | Hässelby villastad, ursprungligen Lövsta, Spånga       | 59.377040, 17.813636 | 10304703410001 | Ladda upp en till bild av detta fornminne |
| Spånga 342:1                                        | Gravfält                             |                                   | Stockholm, Uppland      |                                                        | 59.388382, 17.781955 | 10304703420001 | Ladda upp en bild av detta fornminne      |
| Spånga 344:1                                        | Hög                                  |                                   | Stockholm, Uppland      |                                                        | 59.389189, 17.785533 | 10304703440001 | Ladda upp en till bild av detta fornminne |
| Spånga 344:2                                        | Hög                                  |                                   | Stockholm, Uppland      |                                                        | 59.388892, 17.785423 | 10304703440002 | Ladda upp en bild av detta fornminne      |
| Spånga 344:3                                        | Stensättning                         |                                   | Stockholm, Uppland      |                                                        | 59.388913, 17.785874 | 10304703440003 | Ladda upp en bild av detta fornminne      |
| Spånga 344:4                                        | Stensättning                         |                                   | Stockholm, Uppland      |                                                        | 59.389055, 17.785942 | 10304703440004 | Ladda upp en bild av detta fornminne      |
| Spånga 345:1                                        | Grav- och boplatsområde              |                                   | Stockholm, Uppland      |                                                        | 59.391807, 17.789443 | 10304703450001 | Ladda upp en bild av detta fornminne      |
| Spånga 347:1                                        | Stensättning                         |                                   | Stockholm, Uppland      |                                                        | 59.394505, 17.822780 | 10304703470001 | Ladda upp en bild av detta fornminne      |
| Spånga 347:2                                        | Stensättning                         |                                   | Stockholm, Uppland      |                                                        | 59.394343, 17.822685 | 10304703470002 | Ladda upp en bild av detta fornminne      |
| Spånga 357:1                                        | Röse                                 |                                   | Stockholm, Uppland      |                                                        | 59.364528, 17.895666 | 10304703570001 | Ladda upp en bild av detta fornminne      |
| Spånga 369:1                                        | Stensättning                         |                                   | Stockholm, Uppland      |                                                        | 59.432008, 17.904473 | 10304703690001 | Ladda upp en bild av detta fornminne      |
| Spånga 369:2                                        | Stensättning                         |                                   | Stockholm, Uppland      |                                                        | 59.432158, 17.904520 | 10304703690002 | Ladda upp en bild av detta fornminne      |
| Spånga 385:101                                      | Gravfält                             |                                   | Stockholm, Uppland      |                                                        | 59.435190, 17.915569 | 10304703850101 | Ladda upp en bild av detta fornminne      |
| Spånga 387:1                                        | Gravfält                             |                                   | Stockholm, Uppland      |                                                        | 59.435914, 17.904532 | 10304703870001 | Ladda upp en bild av detta fornminne      |
| Spånga 389:1                                        | Gravfält                             |                                   | Stockholm, Uppland      |                                                        | 59.432876, 17.903776 | 10304703890001 | Ladda upp en bild av detta fornminne      |
| Spånga 390:1                                        | Husgrund, förhistorisk/medeltida     |                                   | Stockholm, Uppland      |                                                        | 59.431716, 17.892103 | 10304703900001 | Ladda upp en bild av detta fornminne      |
| Spånga 395:1                                        | Stensättning                         |                                   | Stockholm, Uppland      |                                                        | 59.429850, 17.896145 | 10304703950001 | Ladda upp en bild av detta fornminne      |
| Spånga 395:2                                        | Stensättning                         |                                   | Stockholm, Uppland      |                                                        | 59.429650, 17.896425 | 10304703950002 | Ladda upp en bild av detta fornminne      |
| Spånga 395:3                                        | Stensättning                         |                                   | Stockholm, Uppland      |                                                        | 59.429616, 17.896758 | 10304703950003 | Ladda upp en bild av detta fornminne      |
| Spånga 396:1                                        | Gravfält                             |                                   | Stockholm, Uppland      |                                                        | 59.428592, 17.897343 | 10304703960001 | Ladda upp en bild av detta fornminne      |
| Spånga 413:1                                        | Stensättning                         |                                   | Stockholm, Uppland      |                                                        | 59.413047, 17.909995 | 10304704130001 | Ladda upp en till bild av detta fornminne |
| Spånga 413:2                                        | Stensättning                         |                                   | Stockholm, Uppland      |                                                        | 59.413237, 17.910245 | 10304704130002 | Ladda upp en bild av detta fornminne      |
| Spånga 416:1                                        | Hällristning                         |                                   | Stockholm, Uppland      |                                                        | 59.412492, 17.912367 | 10304704160001 | Ladda upp en bild av detta fornminne      |
| Spånga 418:3                                        | Stensättning                         |                                   | Stockholm, Uppland      |                                                        | 59.415799, 17.902117 | 10304704180003 | Ladda upp en bild av detta fornminne      |
| Spånga 427:1                                        | Stensättning                         |                                   | Stockholm, Uppland      |                                                        | 59.405892, 17.914722 | 10304704270001 | Ladda upp en bild av detta fornminne      |
| Spånga 427:2                                        | Stensättning                         |                                   | Stockholm, Uppland      |                                                        | 59.405895, 17.915196 | 10304704270002 | Ladda upp en bild av detta fornminne      |
| Görans torp (Spånga 428:1)                          | Lägenhetsbebyggelse                  |                                   | Stockholm, Uppland      |                                                        | 59.402905, 17.907271 | 10304704280001 | Ladda upp en bild av detta fornminne      |
| Spånga 430:1                                        | Hällristning                         |                                   | Stockholm, Uppland      |                                                        | 59.407843, 17.917319 | 10304704300001 | Ladda upp en bild av detta fornminne      |
| Spånga 431:1                                        | Stensättning                         |                                   | Stockholm, Uppland      |                                                        | 59.408202, 17.909473 | 10304704310001 | Ladda upp en bild av detta fornminne      |
| Stenhagstorpet (Spånga 433:1)                       | Lägenhetsbebyggelse                  |                                   | Stockholm, Uppland      |                                                        | 59.418452, 17.913830 | 10304704330001 | Ladda upp en bild av detta fornminne      |
| Spånga 435:1                                        | Stensättning                         |                                   | Stockholm, Uppland      |                                                        | 59.415028, 17.926289 | 10304704350001 | Ladda upp en bild av detta fornminne      |